# Kam Air
Kam Air (mã IATA = RQ, mã ICAO = KMF) là hãng hàng không của Afghanistan, trụ sở tại Kabul. Hãng có căn cứ ở Sân bay quốc tế Kabul.. Hiện nay Kam Air có các tuyến bay quốc nội và quốc tế tới một số nước châu Á và vùng Trung Đông.

## Lịch sử

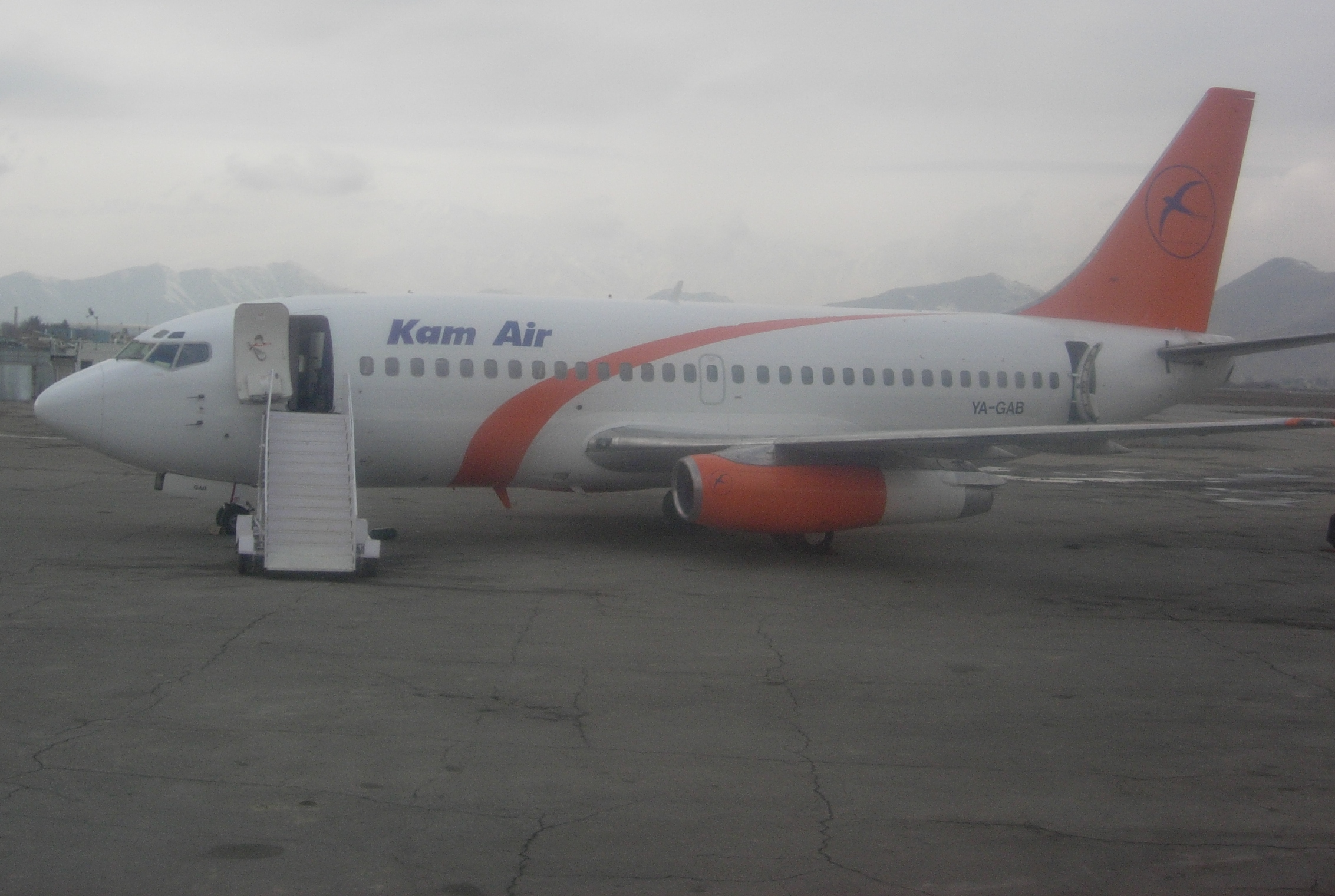
Máy bay Boeing 737 của Kam Air ở Sân bay quốc tế Kabul

Kam Air được "Zamarai M. Kamgar" thành lập ngày 31.8.2003, là hãng hàng không tư đầu tiên ở Afghanistan. Hãng bắt đầu hoạt động từ ngày 8.11.2003 với chuyến bay đầu tiên giữa Kabul - Herat - Mazari Sharif bằng một máy bay Boeing 727 do tướng Abdul Rashid Dostum cung cấp để trả công cho việc cung cấp nhiên liệu và thực phẩm cho đội quân của viên tướng này.

## Các nơi đến
(Tháng 10/2007)
- Afghanistan

- Herat
- Kabul
- Kandahar
- Mazari Sharif

- Kazakhstan

- Almaty

- Tajikistan

- Dushanbe

- Ấn Độ

- Delhi

- Thổ Nhĩ Kỳ

- Ankara
- Istanbul

- Iran

- Mashhad

- Kuwait

- Kuwait City

- Các Tiểu vương quốc Ả rập Thống nhất

- Abu Dhabi
- Dubai
- Sharjah

## Đội máy bay
(Tháng 4 năm 2008)
- 1 Boeing 727-200
- 2 Boeing 737-200 (1 do hãng Eastok Avia điều hành)
- 2 Boeing 737-800 (do hãng Pegasus Airlines điều hành)
- 1 Boeing 767-200
- 1 Yakovlev Yak-40

Hiện nay hãng tỏ ý muốn mua thêm (nhưng chưa đặt hàng) các máy bay sau:
- 5 Boeing 777-300
- 5 Boeing 787

## Đội máy bay ngưng hoạt động
- 1 Antonov An-24
- 1 Boeing 767-200

## Tai nạn
- Tháng 4/2004 một máy bay Antonov An-24 của hãng bị trượt khỏi đường băng khi đáp xuống Sân bay quốc tế Kabul khiến cho một số hành khách bị thương nhẹ, nhưng máy bay không bị hư hỏng gì.
- Ngày 3.2.2005 một máy bay Boeing 737 của hãng bay từ Herat, khi tới gần Kabul thì không được đáp xuống vì thời tiết quá xấu. Máy bay bị buộc phải quay lại, nhưng đã biến khỏi màn hình radar theo dõi, khiến cho quân đội phải tổ chức đi tìm. Tới ngày 5.2.2005 thì tìm thấy xác máy bay ở vùng núi phía đông Kabul. Tất cả 96 hành khách và 8 nhân viên phi hành đều tử nạn. (Xem chi tiết ở Kam Air Flight 904)